# Mircea Popa (istoric literar)
Mircea Popa (n. 29 ianuarie 1939, Lazuri de Beiuș) este un critic și istoric literar român.

## Biografie
S-a născut în familia preotului Alexandru Popa, originar din satul Lazuri de Beiuș, și al soției sale, Ana (n. Negrău), originară din Roit. Tatăl său, care a funcționat apoi ca preot în satele Bogei, Ciutelec și Varviz din zona Marghitei, i-a transmis încă din copilărie atracția către lumea cărților și plăcerea studiului. A urmat școala primară în satele bihorene Bogei și Ciutelec, studiile gimnaziale la Popești (jud. Bihor) (1950-1953), liceul la Oradea (1953-1955) și Vadu Crișului (1955-1956) și Facultatea de Filologie a Universității din Cluj, secția română-istorie (1956-1960), pe care a absolvit-o ca șef de promoție. A obținut în 1970 titlul de doctor în filologie cu o teză despre criticul literar transilvănean Ilarie Chendi, avându-l ca conducător științific pe prof. Iosif Pervain.
După absolvirea facultății a lucrat ca profesor la Săcueni-Bihor (1960-1961), muzeograf la Muzeul Banatului din Timișoara (1961-1962), profesor la Liceul din Aleșd (1962-1963). În 1963 a obținut prin concurs postul de cercetător științific la secția de istorie literară și folclor a Institutului de Lingvistică și Istorie Literară al Filialei din Cluj a Academiei Române (din 1963), condus de acad. Emil Petrovici. A fost secretar (1963-1978) și responsabil (1978-2007) al secției de istorie literară. A coordonat în această calitate redactarea unor importante lucrări științifice precum Sociologia romanului românesc (finalizată cu lucrarea De la N. Filimon la G. Călinescu, Ed. Minerva, 1982), Dicționarul cronologic al romanului românesc de la origini până în 1989 (Ed. Academiei, 2004, Premiul Uniunii Scriitorilor) și Dicționarul romanului tradus în România (Ed. Academiei, 2005, Premiul Filialei din Cluj al Uniunii
Scriitorilor) și a colaborat la elaborarea celor șapte volume ale Dicționarului general al literaturii române (2004-2008) de sub conducerea acad. Eugen Simion, precum și a altor opt dicționare: Scriitori români (1978), Dicționarul scriitorilor români, vol I-V (1994-2002), 100 cei mai mari scriitori români (2002), Dicționarul personajelor din teatrul lui I.L.Caragiale (2003), Dicționarul personajelor din teatrul lui Lucian Blaga (2005), Dicționarul biografic al literaturii române, I-II (2006),
Personalități clujene (2007), Dicționar ilustrat (2007), Elite clujene contamporane (2014). A colaborat la elaborarea a două volume de corespondență a lui George Barițiu, care au fost distinse cu premiul „N.Iorga” al Academiei Române.
A predat în perioada 1991-1995 cursuri de Istoria presei, Istoria literaturii române, Istoria culturii din Transilvania și Istoria cărții și tiparului la Facultatea de Istorie și Filozofie din cadrul Universității „Babeș-Bolyai” din Cluj-Napoca. Începând din 1994 a fost angajat la catedra de Istoria Literaturii Române de la Universitatea 1 Decembrie 1918 din Alba Iulia, unde a fost și titularizat în 1995, predând aici până în anul 2009, când a ieșit la pensie. Este începând din 1994 conducător de doctorat în istoria literaturii române la Institutul de Lingvistică și Istorie Literară „Sextil Pușcariu” din Cluj-Napoca și apoi la Universitatea „1 Decembrie 1918” din Alba Iulia. A condus peste 40 de teze de doctorat.
Este membru al Uniunii Scriitorilor din România, Filiala Cluj, și președinte al Despărțământului Cluj al Astrei (din 2000), conducând în această calitate revista Astra clujeană. A fost numit președintele Federației Ortodoxe Române, vicepreședintele Asociației Române de Istorie a Presei, fiind membru în diverse jurii pentru decernarea de premii culturale.
A fost decorat cu Medalia comemorativă 150 de ani de la nașterea lui M.Eminescu (2000), Ordinul Meritul Cultural în grad de Cavaler (2004), cu Ordinul „Meritul pentru Învățământ” în grad de Comandor (2004) „pentru abnegația și devotamentul puse în slujba învățământului românesc, pentru contribuția deosebită la dezvoltarea și promovarea cercetării științifice” din România. și cu Crucea Transilvană a Arhiepiscopiei și Mitropoliei Clujului (19 februarie 2009). A fost desemnat cetățean de onoare al comunei Lazuri de Beiuș (2004) și al municipiului Blaj (2005).

## Activitatea publicistică
Mircea Popa a debutat publicistic în anul 1964 în revista clujeană Steaua, colaborând ulterior cu articole și recenzii critice în revistele Familia, Limbă și literatură, Revista de istorie și teorie literară, Synthesis, Tribuna, Vatra ș.a. A publicat peste 45 de cărți  dedicate cărturarilor transilvăneni Ilarie Chendi, Ioan Molnar Piuariu, Octavian Goga, Ion Agârbiceanu, Timotei Cipariu, Lucian Blaga și Victor Papilian și a colaborat la peste 100 de volume colective,  printre care De la N. Filimon la G. Călinescu. Studii de sociologie a romanului românesc (1982), Dicționarul scriitorilor români, I-IV (1995-2002) etc. A îngrijit și prefațat ediții ale operelor lui Octavian Goga, Lucian Blaga, Ioan Slavici, Cezar Petrescu, Vasile Goldiș, Victor Eftimiu, Emil Isac, Ion Minulescu, Nicolae Oțălea, Victor Papilian, Al Ciura, George Barițiu, Vintilă Horia, Grigore Culger, Ștefan Manciulea, Gr. Nandriș etc.
A studiat istoria literară a Transilvaniei, analizând domenii distincte precum tiparul în Transilvania, Școala Ardeleană, mișcarea literară din jurul Revoluției de la 1848, istoria cărții românești din Ardeal și cântecul popular ca formă literară.
Activitatea sa a fost recunoscută prin decernarea Premiului „N. Iorga” al Academiei Române (1976) și Premiului de eseu, critică și istorie literară al Asociației Scriitorilor din Cluj-Napoca pentru cartea Tectonica genurilor literare (1980), Premiul Ministerului Culturii pentru exegeza vie și operei lui Lucian Blaga (1994), Premiul Salonului de Carte de la Timișoara (1996), Premiul Salonului de carte orădean (1996) pentru Convergențe europene, Premiul Special Festivalului Național de Poezie „Orfeu”(1998), Premiul pentru eseu al Filialei din Cluj a Uniunii Scriitorilor pentru Figuri universitare clujene (2002), Premiul Uniunii Scriitorilor pentru Dicționarul cronologic al romanului românesc (2004), Premiul Fundației „Romulus Cojocaru” din Turnu Severin (2006), premiul „Mircea Zaciu” al Asociației Scriitorilor Filiala Cluj-Napoca, premiul „N.Drăganu” al Filialei clujene a Uniunii Scriitorilor pentru volumul Ferestrele Clujului (2014), diploma de excelență a Filialei Cluj-Napoca a Academiei Române (2014), premiul pentru critică și istorie literară al revistei Nord literar (27 nov. 2015) etc.

## Opera
| - Ilarie Chendi, monografie, București, 1973; - Spații literare. Studii de istorie literară, Cluj, 1974; - Ioan Molnar Piuariu, monografie, Cluj-Napoca, 1976 (ed. a II-a revăzută și adăugită, 2015; - Istoria presei literare românești din Transilvania de la începuturi până la 1918 (în colab. cu Valentin Tașcu), Cluj-Napoca, 1980 (ed. a II-a, 2003); - Tectonica genurilor literare, București, 1980; - Octavian Goga, între colectivitate și solitudine, Cluj-Napoca, 1981; - Introducere în opera lui Ion Agîrbiceanu, București, 1982; - De la N. Filimon la G. Călinescu (în colab.), 1982; - Timotei Cipariu: ipostaze ale enciclopedistului, București, 1994; - Estuar, eseuri, București, 1995; - Convergențe europene, eseuri, Oradea, 1995; - Aspecte și interferențe iluministe, Timișoara, 1997; - Apropieri literare și culturale româno-maghiare, 1998; - Reîntoarcerea la Ithaca. Scriitori români din exil, București, 1998; - Mihai Eminescu. Contextul receptării, Reșița, 1999; - Mihai Eminescu în Transilvania (1866-1918). Bibliografie, 2000; - Presa și ideea națională, Alba-Iulia, 2000; - Alba Iulia – răscruce de veghe, 2000; - Homo militans, Cluj-Napoca, 2000; - Figuri universitare clujene, Cluj-Napoca, 2002; - Inserții. Contribuții și precizări documentare, București, 2003; - Dicționarul personajelor din teatrul lui I. L. Caragiale (în colab.), 2002; | - Istoria presei românești din Transilvania (în colab.), 2003; - Pagini bihorene, Oradea, 2003; - Presa mehedințeană, 2004; - Penumbre, 2004; - Dicționarul cronologic al romanului românesc (în colab.), 2004; - Dicționarul general al literaturii române, I-VII (colab. și coordonator), 2005; - De la iluminism la pașoptism, 2004; - Dicționarul personajelor din teatrul lui Lucian Blaga (în colab.), 2005; - Andrei Veress, un bibliograf maghiar prieten al românilor, 2006; - Sub semnul Franței, 2006; - Presa românească și ideea națională, 2006; - Relații culturale și literare româno-spaniole, 2007; - Lucian Blaga și contemporanii săi, 2007; - Spania descoperită de români, 2007; - Victor Papilian, 2008; - Dicționarul biografic al literaturii române, I-II, 2007; - Incursiuni în presa românească, 2009; - Uleiul din candelă, 2009; - Cărți, manuscrise, biblioteci, 2010; - Continuități, 2010; - De la Est la Vest. Priveliști literare europene, 2010; - Panoramic jurnalistic, 2011. |